# Giancarlo Andenna
Giancarlo Andenna (* 28. Mai 1942 in Novara) ist ein italienischer Mittelalterhistoriker und seit 1993 Professor an der Geisteswissenschaftlichen Fakultät der Università Cattolica von Mailand am Sitz in Brescia.

## Werdegang
Giancarlo Andenna studierte Mittelalterliche Geschichte an der Università Cattolica in Mailand, wo er sein Studium auch abschloss. 1993 wurde er auf die Professur für Mittelalterliche Geschichte der Katholischen Universität berufen.
2007 beteiligte sich Andenna an der Forschungsstelle für Vergleichende Ordensgeschichte der Katholischen Universität Eichstätt-Ingolstadt am Promotionskolleg Ordensgeschichtliche Grundlagenforschung unter Leitung von Gert Melville, dem Direktor der Forschungsstelle und Leiter des Promotionskollegs. Im Sonderforschungsbereich 537 Institutionalität und Geschichtlichkeit der Technischen Universität Dresden leitete er ein mehrjähriges Projekt, dessen Titel Klöster im Hochmittelalter: Innovationslabore europäischer Lebensentwürfe und Ordnungsmodelle lautet. Der Sonderforschungsbereich bestand von 1997 bis 2008. In Dresden arbeitete er an der Forschungsstelle für Vergleichende Ordensgeschichte.
Andenna ist Direktor der seit 1967 bestehenden Zeitschrift Novarien, die sich mit der Novareser Geschichte, insbesondere der Kirchengeschichte befasst.
2013 wurde Andenna Membro der Accademia dei Lincei.

## Werke (Auswahl)
- Le Clarisse del Novarese (1252-1300), in: Archivum Franciscanum historicum 67 (1974) 185–267.
- mit Giorgio Picasso (Hrsg.): Longobardia e longobardi nell'Italia meridionale. Le istituzioni ecclesiastiche, Atti del 2. Convegno internazionale di studi promosso dal Centro di cultura dell'Università cattolica del Sacro Cuore : Benevento, 29-31 maggio 1992, Vita e Pensiero, Mailand 1996.
- mit Renata Salvarani (Hrsg.): Deus non voluit. I Lombardi alla prima crociata (1100-1101). Dal mito alla ricostruzione della realtà, Atti del Convegno, Milano, 10-11 dicembre 1999, Vita e Pensiero, Mailand 2003.
- mit Hubert Houben: Mediterraneo, Mezzogiorno, Europa. Studi in onore di Cosimo Damiano Fonseca, Bari 2004.
- Die Ambiguität des Symbols. Die "piazza" einer italienischen Stadt zwischen dem 13. und 15. Jahrhundert; ein freier Raum für die Eigendarstellung von Macht oder abgeschlossenes "centro commerciale"?, in: Gert Melville (Hrsg.): Das Sichtbare und das Unsichtbare der Macht, Böhlau, Köln 2005, S. 131–158.
- mit Mirko Breitenstein, Gert Melville (Hrsg.): Charisma und religiöse Gemeinschaften im Mittelalter. Akten des 3. Internationalen Kongresses des "Italienisch-deutschen Zentrums für Vergleichende Ordensgeschichte" (= Vita regularis. Ordnungen und Deutungen religiosen Lebens im Mittelalter; Bd. 26), LIT, 2005.
- Intra ambitum civitatis cariores sunt areae. Räumliche Beziehungen zwischen politischen und kirchlichen Instanzen in den Stadtkommunen der Lombardei, in: Hochmuth, Rau (Hrsg.): Machträume der frühneuzeitlichen Stadt, Konstanz 2006, S. 217–238. (online, PDF)
- mit Renato Bordone, Massimo Vallerani, Francesco Somaini: La grande storia di Milano, Band 1: Dall'età dei Comuni all'unità d'Italia, UTET, 2010.
- Religiostà e Civiltà. Conoscenze,  confronti,  influssi  reciproci  tra  le  religioni, Mailand 2013. (Settimane della Mendola)
- mit Laura Gaffori (Hrsg.): Monasticum regnum. Religione e politica nelle pratiche di governo tra Medioevo e Età Moderna, LIT, 2015.
- Storia della Lombardia Medievale, Interlinea edizioni, Novara 2018.